# Bromnitrat
Bromnitrat (Brommononitrat) ist eine chemische Verbindung aus der Gruppe der Nitrate. Neben diesem existieren mit Bromtrinitrat Br(NO3)3 und Bromylnitrat BrO2NO3 noch weitere Nitrate des Broms.

## Gewinnung und Darstellung
Bromnitrat kann durch Reaktion von Bromchlorid mit Chlornitrat bei tiefen Temperaturen gewonnen werden.
{\displaystyle \mathrm {BrCl+ClNO_{3}\longrightarrow BrNO_{3}+Cl_{2}} }
Es kann auch durch Reaktion von Bromtrinitrat mit Iod gewonnen werden.

## Eigenschaften
Bromnitrat ist eine im festen und flüssigen Zustand gelbe, hydrolyseempfindliche Substanz, die sich oberhalb von 0 °C zersetzt. Sie ist in Trichlorfluormethan und Tetrachlormethan leicht löslich.
Bromnitrat spielt eine Rolle in der Chemie der Troposphäre, da es mit Schwefelsäure reagiert.